# Sömmering (cráter)

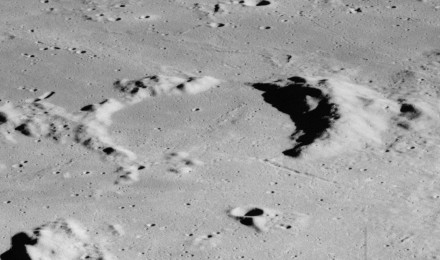
Fotografía de la misión Apolo 16

Sömmering aparece como los restos de un cráter de impacto lunar inundado de lava, situado en la orilla oriental del Mare Insularum. Al sureste yace el cráter Mösting, y al norte aparece otro cráter inundado de lava similar, denominado Schröter. Una hendidura denominada Rima Schröter discurre desde el sureste de Schröter hacia el este del borde exterior de Sömmering.
|  |

El borde occidental de este cráter forma una esbelta elevación con forma de arco sobre el mar lunar, con una amplia brecha hacia el sur y una estrecha brecha en el norte. El borde del este es mucho más grueso en circunferencia, y se asemeja a una cresta curvada. El suelo interior es nivelado y casi sin rasgos distintivos. El extremo sur abierto de este cráter se superpone con el ecuador lunar.
Dada su posición tan próxima al centro de la cara visible de la Luna, se puede observar fácilmente desde la Tierra durante prolongados períodos del ciclo lunar.

## Cráteres satélite
Por convención estos elementos son identificados en los mapas lunares poniendo la letra en el lado del punto medio del cráter que está más cercano a Sömmering.
|           | \| Sömmering \| Coordenadas \| Diámetro \| \| --------- \| --------------------------- \| -------- \| \| A \| 1°06′N 11°06′O / 1.1, -11.1 \| 3 km \| \| P \| 2°12′N 10°18′O / 2.2, -10.3 \| 6 km \| \| R \| 1°54′N 9°48′O / 1.9, -9.8 \| 17 km \| |          |
| Sömmering | Coordenadas | Diámetro |
| A         | 1°06′N 11°06′O / 1.1, -11.1 | 3 km     |
| P         | 2°12′N 10°18′O / 2.2, -10.3 | 6 km     |
| R         | 1°54′N 9°48′O / 1.9, -9.8 | 17 km    |

## Véase también

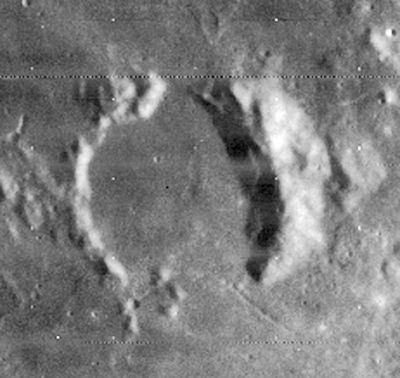
Fotografía de la misión Lunar Orbiter 4